# Калиновська Ірина Борисівна
Ірина Борисівна Калиновська (нар. 1 жовтня 1946, Москва, СРСР) — радянська і російська актриса театру і кіно, театральний педагог. Заслужена артистка РФ (1995).

## Біографія
Ірина Борисівна Калиновська народилася 1 жовтня 1946 року в Москві. У 1969 році закінчила Театральне училище імені Б. В. Щукіна (курс В. К. Львової) .
У 1969—1973 рр. — актриса Театру імені Моссовєта.
У 1973—1984 рр. — актриса Театру імені Маяковського.
Калиновська знялася в 27 фільмах, серед яких — роль Наталії Гончарової у фільмі «І з вами знову я» (1981). Зіграла у низці кінострічок українських кіностудій.
Учасниця всесоюзних і міжнародних кінофестивалів. У 1979 році була удостоєна призу «За найкращу жіночу роль» на національному фестивалі в м. Ленінабаді за роль Дар'ї Расулової у фільмі «Жінка здалеку» .
У 1980-х роках Калиновська почала займатися викладацькою діяльністю .
Працювала педагогом у Театральному училищі ім. Б. В. Щукіна, а в 1988 році переїхала до Красноярська і завідувала там кафедрою акторської майстерності в Красноярській державній академії театру і музики, виконувала обов'язки декана акторського відділення .
З 2002 року — завідувач кафедри майстерності актора академії.

### Особисте життя
Вдова театрального педагога Леоніда Володимировича Калиновського (1931—1992)

## Театральні роботи[3]

### Театр імені Моссовєта
- Джемма, головна роль — «Весняні води» І. Тургенєва
- Маша, головна роль — «Ленінградський проспект» І. штока
- Надя, головна роль — «Інша» С. Альошина
- Ніна, головна роль — «Мільйон за посмішку» А. Сафронова
- Дуня — «Петербурзькі сновидіння» Ф. Достоєвського
- Таня — «Моє серце з тобою» Ю. Чепуріна

### Московський академічний театр імені Володимира Маяковського
- Зіна, головна роль — «Родичі» Е. Брагінського, Е. Рязанова.
- Аня Бекетова, головна роль — «Неопублікований репортаж» Р. Ібрагімбекова
- Ніночка — «Солов'їна ніч» В. Єжова
- Лариса — «Людина на своєму місці» В. Черних
- Ірина, головна роль — «КПД одержимості» Я. Волчек

## Фільмографія
- 1966 — Маленький утікач — медсестра
- 1973 — Велика перерва — медсестра, що робила перев'язку Ганжі
- 1974 — Юркові світанки (Кіностудія ім. О. Довженка) — Алка Стукалін
- 1975 — Це ми не проходили - Іра
- 1975 — Повторне весілля — Настя
- 1976 — Мене чекають на землі (Одеська кіностудія) — Ірина, дружина Станіцина
- 1976 — Легко бути добрим — Римма Пажитнова
- 1977 — Хто за стіною? — журналістка
- 1978 — Жінка здалеку — Дар'я Расулова
- 1978 — На тайгових вітрах — Сонька-офіціантка
- 1979 — Поїздка через місто
- 1980 — Платон мені друг (Кіностудія ім. О. Довженка)
- 1981 — І з вами знову я... — Наталія Гончарова
- 1983 — З життя начальника карного розшуку — подруга Наталії
- 1984 — Майже ровесники — мама Олі
- 1984 — І повториться все... (Одеська кіностудія)
- 1984 — Парашутисти — спортивний суддя
- 1985 — Нейлонова ялинка — Ірина
- 1985 — Фотографія на пам'ять
- 1987 — Випадок в аеропорту — Фуричева
- 1987 — Випадок із газетної практики (Кіностудія ім. О. Довженка) — Ніна
- 1988 — Поляна казок (Кіностудія ім. О. Довженка) — помічниця Батиєва
- 1990 — Микола Вавилов — Ольга

## Автор статей
- Калиновська І. Б. Акторська національна студія сьогодні // Інноваційний розвиток сучасної науки: Збірник статей Міжнародної науково-практичної конференції (14 березня 2015 року, г. Уфа): У 2 ч. - Ч. 1. - Уфа, 2015. - С. 134-136.
- Калиновська І. Б. Творчі традиції театрального факультету КГАМіТ // Театр і сучасність: Матеріали III міжрегіонального симпозіуму 5-7 квітня 2005 - Красноярськ, 2006. - С. 138-140.[5].